# مانويل ماتشادو
مانويل ماتشادو رويث (بالإسبانية: Manuel Machado)‏ شاعر إسباني، وُلد في إشبيلية في 29 أغسطس عام 1874. هو أخو الشاعر الإسباني أنطونيو ماتشادو، والذي تعاون معه في كثير من الأعمال. يعد واحدًا من الممثلين الرائدين لتيار الحداثة في إسبانيا. كان عضوًا في الأكاديمية الملكية الإسبانية. وتوفي في مدريد في 19 يناير عام 1947.

## أعماله[6][7]

### الشعرية
- روح (1901)
- نزوات (1902)
- الأغاني (1905)
- العيد القومي (1906)
- القصيدة السيئة (1909)
- أبولو (1911)
- العنقاء (1936)
- ساعات من الذهب (1938)
- شعر (1940)
- مواعيد (1947)

### أعماله المسرحية بالتعاون مع شقيقه الشاعرأنطونيو ماتشادو
- مصائب الثروة أو خوليانيو بالكارسل (1926).
- خوان دي ماينرا (1927).
- الدفلى (1928).
- ابنة العم فرناندا (1931).
- دوقية بيناميخي (1932).
- الرجل الذي مات في الحرب (1928).

### الروائية
- الحب والموت (1913).

### المقالية
- الحرب الأدبية (1914).
- عام من المسرح (1918).

## روابط خارجية
- مانويل ماتشادو على موقع IMDb (الإنجليزية)
- مانويل ماتشادو على موقع الموسوعة البريطانية (الإنجليزية)
- مانويل ماتشادو على موقع ميوزك برينز (الإنجليزية)
- مانويل ماتشادو على موقع ديسكوغز (الإنجليزية)
- مانويل ماتشادو على موقع قاعدة بيانات الفيلم (الإنجليزية)